# Dolmen des Varennes de Cumeray 1
Der Dolmen des Varennes von Cumeray 1 (auch Cumeray dolmen genannt) liegt nordwestlich des Weilers Cumeray, südwestlich von Le Thoureil bei Saumur im Département Maine-et-Loire in Frankreich. Dolmen ist in Frankreich der Oberbegriff für neolithische Megalithanlagen aller Art (siehe: Französische Nomenklatur).
Der Dolmen Cumeray 1 (auch Pierres Cabrées genannt) liegt etwa hundert Meter südöstlich des etwa 3,5 m hohen Menhir des Varennes de Cumeray im Unterholz. Die Dolmen 2 und 3 liegen in der Nähe und sind nur in Resten erhalten. Die Kammer war etwa 3,5 × 2,0 m groß und hatte einen Zugang im Osten. Der polygonale Dolmen brach zusammen, als die Deckenplatten zerbrachen und in die Kammer fielen, wobei auch Tragsteine verlagert wurden. Ein Portikuszugang ist zu unterscheiden. Fragmente römischer Ziegel sind ein Zeichen der Nachnutzung der Anlage.